# Navab Nasirshelal
Navab Nasirshelal (pers. نواب نصیر شلال; ur. 1 kwietnia 1989 w Ahwazie) – irański sztangista, mistrz olimpijski.

## Kariera sportowa
Startował w kategorii wagowej do 105 kg. W 2012 roku wystąpił podczas igrzysk olimpijskich w Londynie, zdobywając srebrny medal. W 2019 roku za doping zdyskwalifikowany został Ukrainiec Ołeksij Torochtij (1. miejsce), a złoto przyznano Irańczykowi.
Wywalczył złoty medal w rwaniu podczas mistrzostw Azji w P'yŏngt'aeku w 2012 roku. Startując w wadze do 94 kg zdobył srebro w podrzucie podczas mistrzostw Azji w 2009 roku w Tałdykorganie oraz brązowe medale w dwuboju na tej samej imprezie i w podrzucie podczas mistrzostw Azji w 2007 roku w Tai’an.

## Osiągnięcia
| Rok  | Zawody                      | Miasto      | Miejsce | Kategoria | Wynik  |
| ---- | --------------------------- | ----------- | ------- | --------- | ------ |
| 2012 | Letnie Igrzyska Olimpijskie | Londyn      | 1       | do 105 kg | 411 kg |
| 2012 | Mistrzostwa Azji - podrzut  | P'yŏngt'aek | 1       | do 105 kg | 187 kg |
| 2009 | Mistrzostwa Azji - rwanie   | Tałdykorgan | 2       | do 94 kg  | 207 kg |
| 2009 | Mistrzostwa Azji - dwubój   | Tałdykorgan | 3       | do 94 kg  | 376 kg |
| 2007 | Mistrzostwa Azji - podrzut  | Tai’an      | 3       | do 94 kg  | 154 kg |